# Society of London Theatre
Die Society of London Theatre (SOLT) (in den Anfangsjahren noch Society of West End Theatre) ist eine Dachorganisation der Theater im Londoner West End. Die Non-Profit-Organisation wurde 1908 gegründet und vertritt die Interessen der Eigentümer, Produzenten und Manager der wichtigsten kommerziellen und subventionierten Theater Londons.
Die Gesellschaft wahrt nicht nur die Interessen aller seiner angeschlossenen Theater, sondern fördert auch das Ansehen des Theaters durch Aktivitäten wie den Laurence Olivier Award, die „TKTS“-Ticketverkaufsstellen, Theatergutscheine und einen gedruckten 14-täglich erscheinenden Theaterführer. Daneben betreibt sie mit „Official London Theatre“ auch eine Webseite mit Informationen und Ticketverkauf.
Weitere Aktivitäten sind werbende Initiativen, um neue Menschen für das Theater zu begeistern, wie die „Kids Week“ und der „Official London Theatre's New Year Sale“. Sie leitet zusammen mit der Stadtverwaltung Westminsters auch Veranstaltungen wie die Karrieremesse „Behind-the-Scenes“, „TheatreCraft“ und „West End LIVE“. SOLT unterstützt ebenfalls eine Reihe von Wohltätigkeitsorganisationen wie „Stage One“  und die „Mousetrap Theatre Projects“.

## Publikationen
Die Webseite „Official London Theatre“ (Link) bietet Informationen zu den aktuellen Theater- und Musicalaufführungen in London, sowie die Möglichkeit Eintrittskarten zu erwerben.
Daneben wird 14-täglich ein gedruckter Theaterführer aufgelegt, der alle Shows und Neuigkeiten der Londoner Theaterszene bekannt gibt. Er hat eine Auflage von 125.000 Stück und kann kostenlos in allen Theatern und Tourismusinformationsstellen in Großbritannien mitgenommen werden.
Eine weitere Theaterbroschüre mit dem Namen „London Theatre“ listet alle von der Gesellschaft begleiteten Aufführungen Londons auf und erscheint vierteljährlich. Auch in Blindenschrift und auf Compact Disc.

## Laurence Olivier Award
Die Olivier Awards (oder auch einfach „The Olivier's“) sind eine jährliche Präsentation zur Würdigung professioneller Theaterarbeit. Ursprünglich hieß die Verleihung „Society of West End Theatre Awards“, aber zur Ehrung des britischen Schauspielers Laurence Olivier wurde sie 1984 umbenannt.
Die Auszeichnungen werden jährlich in den Kategorien Theater, Musical, Tanz, Oper vergeben. Die Olivier Awards sind international als die höchste Auszeichnung des britischen Theater anerkannt, gleichbedeutend mit dem Broadway-Preis Tony Award und dem französischen Molière-Preis. Die Preisträger erhalten eine Bronzestatuette mit Sir Laurence Olivier in seiner Darstellung als Heinrich V. im Jahr 1937. Die Preise wurden in verschiedenen Hotels und Theatern in London verliehen und finden seit 2012 im Royal Opera House in Covent Garden statt.
Die erste Preisverleihung fand Dezember 1976 im Hotel Café Royal statt. Die Gewinner, zu denen Alan Howard, Peggy Ashcroft, Penelope Keith und Jonathan Miller gehörten, erhielten noch keine der ikonische Bronzestatuetten. Deren Preise waren noch eigens in Auftrag gegebene blaue Wedgwood-Urnen, die den Spitznamen „The Urnies“ erhielten.

## Kids Week
Kids Week ist eine Initiative, um junge Menschen für das Theater zu begeistern und heranzuführen. Jeden August haben Personen unter 16 Jahren in Begleitung eines (zahlenden) Erwachsenen freien Eintritt. Es gibt zudem Vergünstigungen für Kinder. Eine Vielzahl von kostenloser Theaterworkshops und Aktivitäten rund um das Thema Theater wird angeboten. Das Programm war seit seiner Konzeption im Jahr 1998 sehr erfolgreich und wuchs von der titelnden Woche bis zum gesamten Augustmonat. Im Jahr 2012 gewann Kids Week bei den London Lifestyle Awards die Auszeichnung 'Best Cultural Attraction'.

## Official London Theatre's New Year Sale
Die Neujahrs-Offerte verbilligter Theaterkarten läuft jedes Jahr von Januar bis Mitte Februar. Es wurde in 2001 als 'Get Into London Theatre' ins Leben gerufen und bietet für alle Veranstaltungen vergünstigte Eintrittskarten zwischen 10 und 40 Pfund an.

## West End LIVE
West End LIVE ist eine kostenlose Veranstaltung auf dem Trafalgar Square mit Aufführungen von West-End-Musicals. Die jährliche Veranstaltung wird von SOLT und Westminster City Council mit Unterstützung des Bürgermeisters von London zur Feier und Förderung des Londoner Theaters präsentiert.

## Stage One
Stage One ist eine von SOLT unterstützte Wohltätigkeitsorganisation, die künftige Theaterproduzenten unterstützen möchte. Stage One bietet ein strukturiertes Schulungsprogramm zur Entwicklung und Unterstützung neuer Theatermacher an, das Workshops, Stipendien, Startkapital, Praktika und Anschubinvestitionen umfasst.
Empfänger der ersten Förderstufe waren erfolgreiche Produktionen wie Birdsong (2010), A Doll’s House (2013), The Pajama Game (2014) und Avenue Q (2014).

## Laurence Olivier Stipendium
Das Stipendium wurde zu Ehren des 80. Geburtstag des Schauspielers Laurence Olivier 1987 eingeführt und benannt. Damit sollen talentierte Studenten in ihrem letzten Jahr an der Schauspielschule unterstützt werden. Wie so oft im studentischen Dasein ist den Studenten aufgrund des Pensums selten möglich, nebenher noch eine bezahlte Arbeit aufzunehmen. Die Gesellschaft richtet ihr Angebot daher an 20 Schauspielschulen jeweils zwei besonders talentierte Studenten zu benennen, welche in den Genuss des Stipendiums kommen sollen. So werden in jedem Juni 40 Studenten vor einen Ausschuss professioneller Theatermacher – üblicherweise Produzenten und Castingverantwortliche – geladen und müssen eine 10-minütige Vorstellung geben. Das beinhaltet auch den Vortrag eines Liedes und eine Befragung. Das Stipendium ist jeweils mit einem Betrag von 7500 Pfund ausgestattet. Kleinere Summen von bis zu 1000 Pfund werden zusätzlich vergeben.